# Biathlon na Zimowych Igrzyskach Olimpijskich 2002 – sztafeta kobiet
Biathlonowa sztafeta kobiet na Zimowych Igrzyskach Olimpijskich 2002 odbyła się 20 lutego na trasach w Soldier Hollow, niedaleko Salt Lake City. Tytułu mistrzyń olimpijskich broniła reprezentacja Niemiec, która odniosła kolejne zwycięstwo. Wicemistrzyniami olimpijskimi zostały Norweżki, a brązowy medal wywalczyły reprezentantki Rosji. W zawodach wzięło udział 15 reprezentacji.

## Wyniki
| Pozycja | Nr | Reprezentacja                                                                                         | Pudła (L+S)                             | Czas                                      | Strata   |
| ------- | -- | --- | --------------------------------------- | ----------------------------------------- | -------- |
| 01 !    | 1  | Niemcy · Katrin Apel · Uschi Disl · Andrea Henkel · Kati Wilhelm                                      | 0+0 1+7 0+0 1+3 0+0 0+2 0+0 0+0 0+0 0+2 | 1:27:55,0 22:15,6 21:19,2 22:13,8 22:06,4 | –        |
| 02 !    | 2  | Norwegia · Ann-Elen Skjelbreid · Linda Tjørhom · Gunn Margit Andreassen · Liv Grete Skjelbreid-Poirée | 0+3 0+6 0+0 0+3 0+1 0+0 0+1 0+1 0+1 0+2 | 1:28:25,6 22:01,0 22:07,7 22:18,5 21:58,4 | +30,6    |
| 03 !    | 3  | Rosja · Olga Pylowa · Galina Kuklewa · Swietłana Iszmuratowa · Albina Achatowa                        | 0+6 2+7 0+1 0+1 0+3 2+3 0+1 0+1 0+1 0+2 | 1:29:19,7 21:32,4 23:05,8 22:00,1 22:41,4 | +1:24,7  |
| 4       | 11 | Bułgaria · Pawlina Filipowa · Irina Nikułczina · Iwa Karagiozowa · Ekaterina Dafowska                 | 0+2 0+11 0+1 0+3 0+0 0+3 0+1 0+2        | 1:29:25,8 22:11,9 21:44,1 23:29,2 22:00,6 | +1:30,8  |
| 5       | 5  | Słowacja · Martina Jašicová · Anna Murínová · Marcela Pavkovčeková · Soňa Mihoková                    | 0+4 1+4 0+0 0+0 0+1 0+0 0+2 1+3 0+1 0+1 | 1:30:11,5 22:24,9 21:57,7 23:39,2 22:09,7 | +2:16,5  |
| 6       | 6  | Słowenia · Lucija Larisi · Andreja Grašič · Dijana Grudiček · Tadeja Brankovič                        | 0+6 0+7 0+1 0+2 0+0 0+3 0+2 0+0 0+3 0+2 | 1:30:18,0 22:22,4 21:38,6 22:40,8 23:36,2 | +2:23,0  |
| 7       | 12 | Białoruś · Olga Nazarowa · Ludmiła Łysienka · Jewgienija Kucepałowa · Jelena Chrustalowa              | 0+1 0+6 0+0 0+0 0+0 0+1 0+1 0+3 0+0 0+2 | 1:31:01,6 21:44,5 22:23,7 23:11,6 23:41,8 | +3:06,6  |
| 8       | 14 | Czechy · Kateřina Holubcová · Magda Rezlerová · Irena Česneková · Eva Háková                          | 0+4 0+4 0+0 0+1 0+1 0+0 0+2 0+0 0+1 0+3 | 1:31:07,6 22:28,9 22:14,3 22:39,1 23:45,3 | +3:12,6  |
| 9       | 4  | Francja · Delphyne Burlet · Florence Baverel-Robert · Sandrine Bailly · Corinne Niogret               | 0+4 0+7 0+1 0+1 0+0 0+3 0+3 0+1 0+0 0+2 | 1:31:09,3 22:45,4 22:46,1 22:35,6 23:02,2 | +3:14,3  |
| 10      | 8  | Ukraina · Ołena Zubryłowa · Ołena Petrowa · Nina Łemesz · Tetiana Wodopjanowa                         | 1+4 0+1 0+0 0+0 1+3 0+0 0+0 0+1 0+1 0+0 | 1:32:00,6 22:04,0 24:04,9 23:19,2 22:32,5 | +4:05,6  |
| 11      | 7  | Włochy · Michela Ponza · Nathalie Santer · Katja Haller · Saskia Santer                               | 0+4 2+5 0+0 0+0 0+2 2+3 0+0 0+0 0+2 0+2 | 1:34:03,7 22:49,3 24:18,8 23:19,8 23:35,8 | +6:08,7  |
| 12      | 10 | Finlandia · Katja Holanti · Sanna-Leena Perunka · Anita Nyman · Outi Kettunen                         | 0+4 0+6 0+1 0+1 0+0 0+2 0+1 0+3 0+2 0+0 | 1:34:18,7 23:21,5 24:18,8 23:19,8 23:35,8 | +6:23,7  |
| 13      | 9  | Chiny · Yu Shumei · Sun Ribo · Liu Xianying · Kong Yingchao                                           | 0+6 0+3 0+3 0+0 0+1 0+2 0+2 0+0 0+0 0+1 | 1:34:45,6 23:25,1 23:14,9 24:35,2 23:54,6 | +6:50,6  |
| 14      | 13 | Japonia · Mami Shindō · Tamami Tanaka · Hiromi Suga · Ryōko Takahashi                                 | 0+8 1+7 0+0 0+3 0+3 0+0 0+2 1+3 0+3 0+1 | 1:35:09,8 23:25,1 23:14,9 24:35,2 23:54,6 | +7:14,8  |
| 15      | 15 | Stany Zjednoczone · Andrea Nahrgang · Kara Salmela · Rachel Steer · Kristina Sabasteanski             | 1+7 2+9 0+0 1+3 1+3 0+3 0+2 0+0 0+2 1+3 | 1:41:16,0 25:23,7 25:45,6 24:21,1 25:45,6 | +13:21,0 |